# Полет 897 на VIASA
Полет 897 на VIASA е редовен международен пътнически полет от летище „Рим-Фиумичино“, Рим, Италия, до международното летище „Симон Боливар“, Каракас, Венецуела, с планирани междинни кацания в Мадрид (Испания), Лисабон и Порто Вилидж (Португалия), и Каракас, Венецуела, управляван от VIASA. На 30 май 1961 г. самолетът „Дъглас DC-8-53“, който изпълнява полета, се разбива в Атлантическия океан край бреговете на Португалия малко след излитане от летище Портела до Лисабон. В катастрофата загиват всички 47 пътници и 14 членове на екипажа на борда.
Причината за катастрофата не установена нито от португалските, нито от нидерландските власти, където е регистрирана машината. Официалният доклад от Португалия заключава, че „независимо от задълбоченото разследване, в което много органи и експерти си сътрудничиха, не беше възможно да се установи вероятна причина за инцидента“.